# Città Rurale di Horsham
La città rurale di Horsham è una Local Government Area che si trova nello Stato di Victoria. Essa si estende su una superficie di 4.239 chilometri quadrati e ha una popolazione di 19.279 abitanti. La sede del consiglio si trova a Horsham.